# Comuna Calfa, Anenii Noi
Calfa este o comună din raionul Anenii Noi, Republica Moldova. Cuprinde satele Calfa și Calfa Nouă.

## Demografie
Structură etnică
     moldoveni (96,49%)
     ucraineni (0,45%)
     ruși (1,28%)
     găgăuzi (0,06%)
     bulgari (0,06%)
     români (1,28%)
     alte etnii / nedeclarată (0,38%)
Conform datelor recensământului din 2004, populația comunei este de 1.797 locuitori, dintre care 873 (48,58%) bărbați și 924 (51,42%) femei. Structura etnică a populației în cadrul comunei arată astfel:
- moldoveni — 1.734;
- ucraineni — 8;
- ruși — 23;
- găgăuzi — 1;
- bulgari — 1;
- români — 23;
- altele / nedeclarată — 7.

## Administrație și politică
Componența Consiliului local Calfa (9 consilieri), ales la 5 noiembrie 2023, este următoarea:
|  | Partid                                        | Consilieri | Componență | Componență | Componență | Componență |
|  | --------------------------------------------- | ---------- | ---------- | ---------- | ---------- | ---------- |
|  | Partidul Socialiștilor din Republica Moldova  | 4          |            |            |            |            |
|  | Partidul Acțiune și Solidaritate              | 3          |            |            |            |            |
|  | Partidul Dezvoltării și Consolidării Moldovei | 1          |            |            |            |            |
|  | Platforma Demnitate și Adevăr                 | 1          |            |            |            |            |